# Kasketmager
En kasketmager en person, der laver håndsyede kasketter. Det kan være i enkelte eksemplarer eller i mindre serier. De syr også kasketter på bestilling og efter mål.

## Arbejdet
En kasketmager syr som oftest i uld, skind, bomuld og hør. 
Det er et gammelt håndværk, der kan føres over hundrede år tilbage. Kaskettens elementer klippes ud efter mønster, hvorefter de sys sammen for at danne en hovedbeklædning med skygge.